# 望月麗奈
望月 麗奈（もちづき れいな、1995年4月24日 - ）はジョイスタッフ所属のフリーアナウンサー。。元信越放送アナウンサー、元テレビ埼玉の契約アナウンサー

## 人物・来歴
東京都杉並区出身。東京都立国際高等学校、フェリス女学院大学文学部コミュニケーション学科卒業。
2022年2月28日のずくだせテレビ内で、同日付で番組卒業および信越放送を退社することを発表した。退社後は地元東京に戻り、フリーアナウンサーとして活動することも明かした。
2022年4月1日より2023年3月31日までテレビ埼玉の契約アナウンサー。
2023年3月に自身のInstagramで結婚したことを公表している。

## 現在の担当番組

### テレビ
- なし

## 過去の担当番組

### テレビ
信越放送
- THE TIME,（TBSテレビ制作・JNN28局ネットの生放送番組）

TBSを含めたJNN加盟全28局が参加する「ニッポンの空がみえる!列島リアルタイム中継」（ネット各局の現職アナウンサーがキャスターを担当）に、長野県担当のキャスターとして出演。
- ずくだせテレビ（MC 月曜・火曜・水曜）
- SBCスペシャル
- SBCニュース・信毎ニュース
- オリラジ藤森のあの迫力を再び！！ 2019諏訪湖花火大会(BS-TBS、2020年8月16日)[8][9][10]
- JNNふるさと紀行 ＃104 「雪と花 早春の信州へ」、＃125 「信州夏旅〜高原・温泉・星空めぐり〜」（BS-TBS、2019年3月24日、2021年7月11日）[11]

テレビ埼玉
- 武蔵コーポレーション杯 第53回埼玉県小学生学年別柔道大会（2022年7月9日）インタビュアー[12]
- UUSIN NEXT SAUNA CMナレーション（2022年7月30日 20:03:33-04:33 浦和レッズスーパーマッチ・浦和レッズ×川崎フロンターレ内で放送）
- いろはに千鳥DVD第14弾「め」「み」「し」CMナレーション
- おうちde水天宮祭（2022年8月21日）リポート [13]
- ニュース1155（月 - 金 11:55 - ）
- 情報番組 マチコミ（月 - 金 16:30 - ）[14]
- ニュース930（月 - 金 21:30 - ）
- ようこそ さいたま市議会へ(ナレーション)
- 匠の道 ～盆栽職人×人形職人両巨匠の対談企画～（2023年9月19日）[15][16][17]
- 埼玉政財界人チャリティ歌謡祭（アシスタント、2023年）[18][19]

フリー
- 宮城発！恋愛バラエティ番組 恋する 宮城～仙台編 (東日本放送、ナレーション、2023年2月5日)[20]

### ラジオ
信越放送
- 情報わんさかGOGOワイド!らじ★カン 月

### 配信
- ボートレースウィークリー（JLCレジャーチャンネル、2023年10月9日 - ）

## 出演

### 映画
- ペルセポネーの泪（2021年11月26日、信越放送、源田企画） - スナックのホステス 役